# Shattuara II
Shattuara II (fl. XIII secolo a.C.) è stato un sovrano di Mitanni vissuto nel XIII secolo a.C..
Durante il regno del re assiro Shalmanassar I (1270 a.C. - 1240 a.C.) Shattuara II, figlio o nipote, di Wasashatta diede inizio ad una campagna di guerra contro che assiri.

Intorno al 1250 a.C., supportato dagli ittiti e dalle popolazioni nomadi dette Ahlamu, iniziò la guerra occupando i passi montani ed i pozzi d'acqua della regione in modo da impedire all'esercito assiro in avanzata di potersi rifornire.

Malgrado i preparativi Shalmanassar colse una vittoria decisiva. In una sua iscrizione commemorativa afferma di aver ucciso 14400 nemici e di aver deportato gli altri, di aver conquistato nove templi fortificati; di aver trasformato in cumuli di rovine 180 città degli hurriti e di aver ..disperso come pecore gli eserciti degli ittiti e dei loro alleati Ahlamu...

La città da Taidu a Irridu furono catturate così come le zone montuose da Kashiar a Eluhat e le fortezze di Sudu e Harranu da Karkemish all'Eufrate. Un'altra iscrizione menziona la costruzione di un tempio ad Adad a Kahat, una città di Mitanni.
Una parte della popolazione venne deportata e servì come manodopera coatta. Alcuni documenti amministrativi assiri menzionano quantitativi di orzo distribuiti agli uomini senza patria, i deportati da Mitanni. Ad esempio il governatore della città di Nahur, Meli-Sah, ricevette orzo da distribuire a coloro che erano stati deportati da Shududu .. affinché avessero cibo per loro e le loro mandrie....

Dopo la conquista di Mitanni gli assiri costruirono una linea di fortificazioni di frontiera lungo il fiume Balikh per bloccare eventuali tentativi di invasione da parte degli ittiti.
Dopo il tentativo di Shattuara II Mitanni scomparve dalla scena politica del Medio Oriente riducendosi a provincia assira governata dal gran-visir Ili-ippada,un membro della famiglia reale, che assunse il titolo di re (sharru) di Hanilgalbat.

La stessa capitale del regno venne abbandonata e Ili-ippada risiedette a Tell Sabi Abyad un centro amministrativo di recente fondazione.

Gli assiri mantennero non solo il controllo sulle questioni militari e politiche ma controllarono anche il commercio, tant'è che nessun nome hurrita compare nelle registrazioni private del tempo.